# Daniel Gache

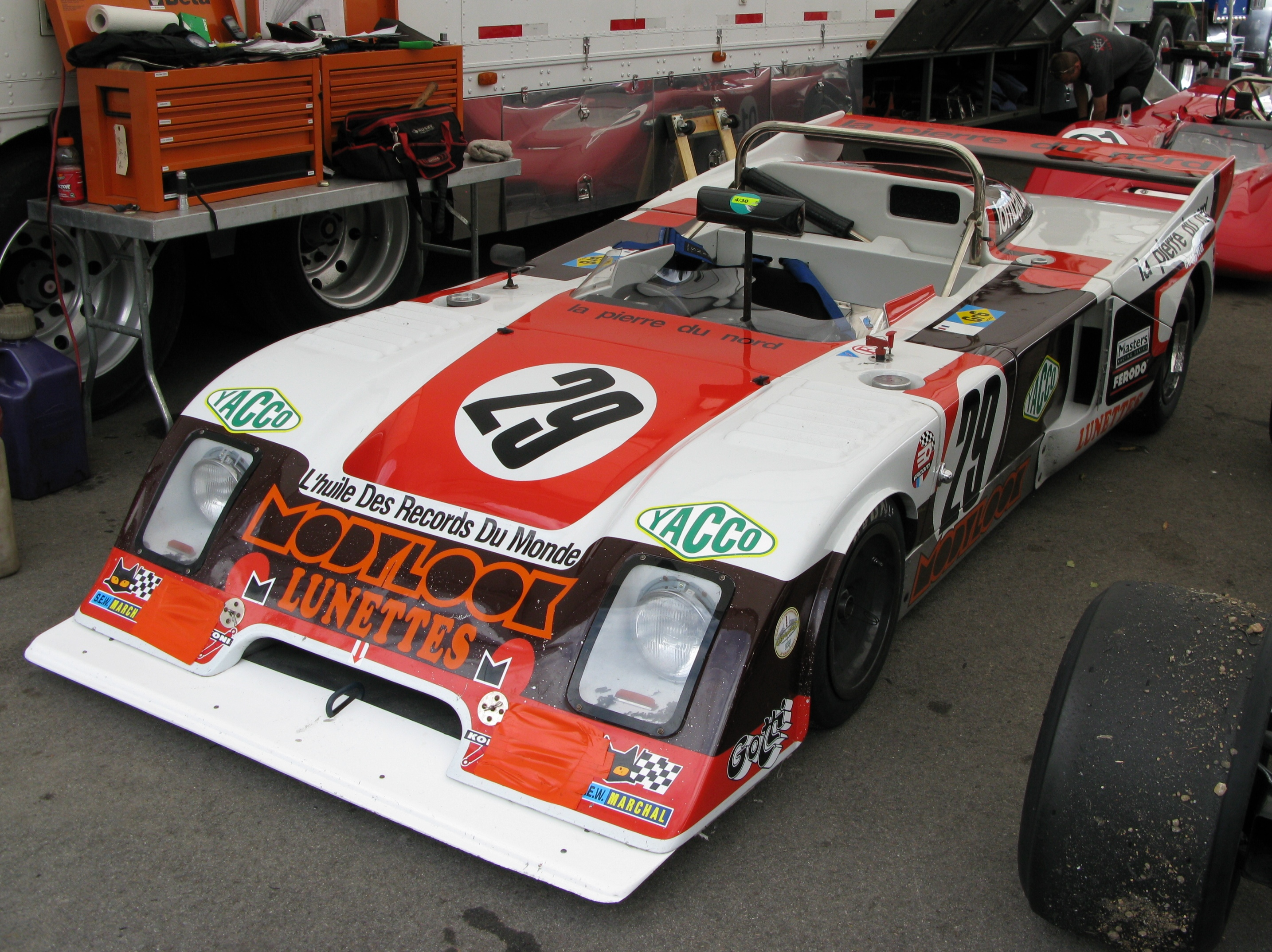
Der Chevron B36, mit dem Daniel Gache beim 24-Stunden-Rennen von Le Mans 1978 am Start war

Daniel Gache (* 14. Juli 1941 in Avignon) ist ein ehemaliger französischer Autorennfahrer und der Vater von Philippe Gache.

## Karriere als Rennfahrer
Daniel Gache betrieb in Nogaro ein Autowerkstatt und war als Bergrennfahrer aktiv. Einmal startete er in seiner Karriere beim 24-Stunden-Rennen von Le Mans. 1978 war er Partner von Michel Dubois und Julien Sanchez auf einem Chevron B36. Der Einsatz endete vorzeitig durch einen Unfall.

## Statistik

### Le-Mans-Ergebnisse
| Jahr | Team         | Fahrzeug    | Teamkollege   | Teamkollege    | Platzierung | Ausfallgrund |
| ---- | ------------ | ----------- | ------------- | -------------- | ----------- | ------------ |
| 1978 | ROC Modylook | Chevron B36 | Michel Dubois | Julien Sanchez | Ausfall     | Unfall       |